# Liste der Naturdenkmale in Uersfeld
Die Liste der Naturdenkmale in Uersfeld nennt die im Gemeindegebiet von Uersfeld ausgewiesenen Naturdenkmale (Stand 4. Juni 2024).

## Naturdenkmale
| Nr.         | Bezeichnung          | Lage                                                               | Beschreibung                                                                             | Bild                                    |
| ----------- | -------------------- | ------------------------------------------------------------------ | ---------------------------------------------------------------------------------------- | --------------------------------------- |
| ND-7233-131 | Dreizehn alte Buchen | südlich des Ortes entlang des Goldbachs; Flur In der Goldbach Lage | Fagus sylvatica, elf von ursprünglich dreizehn Bäumen, bis zu 20 m hoch, um 1650 gekeimt | Direkt Bild zu diesem Denkmal hochladen |